# Kirche von Tveit (Askøy)
Die evangelisch-lutherische Kirche von Tveit steht in Askøy, einer Gemeinde nordwestlich von Bergen in der norwegischen Provinz Vestland. Sie wurde im Jahr 2017 neu ausgebaut und geweiht.

## Geschichte
Die Kirche wurde im Jahr 1957 erbaut, wurde allerdings zu klein und im Jahr 2017 teilweise abgerissen, ausgebaut und neu geweiht. Der Glockenturm, ein Teil der Grundmauern und die Galerie blieben dabei erhalten. Erweitert wurde sie auf jeder Längsseite um 3 Meter und um 10 Meter in der Länge.

## Ausstattung
Die Kirche hat nach dem Umbau 500 Sitzplätze.
Eine Kirchenglocke von Olsen Nauen aus dem Jahr 1923 mit der Inschrift „Land, land, land hør Herrens ord“.